# 성지건설
성지건설 주식회사는 대한민국의 건설 기업으로, 경기도 용인시에 본사를 두고 있다.

## 역사 및 현황
1969년 2월 1일에 강재현, 김홍식 대표이사에 의해 설립되었으며, 1995년 3월 17일 유가증권시장에 상장하였으나 2018년 10월 4일부로 감사의견 의견거절을 사유로 상장폐지 되었다.

## 주해
1. ↑  인도네시아 법인